# Turistická značená trasa 8857
 Turistická značená trasa 8857 je žlutá značka ve Vysokých Tatrách na Slovensku určená pro pěší turistiku, která vede ze sedla Poľský hrebeň na vrchol Východní Vysoké.

## Přístupnost
Přístup veřejnosti je možný pouze v letním období od 16. června do 31. října.

## Popis trasy
| vzdálenost km | čas hod | nadmořská výška | místo           | souběžné trasy   | navazující trasy | směr navazujících tras |
| ------------- | ------- | --------------- | --------------- | ---------------- | ---------------- | ---------------------- |
| 0,0           | 0:00    | 2 200           | Poľský hrebeň   |                  | 5806             | ↓Sliezsky dom          |
| 0,0           | 0:00    | 2 200           | Poľský hrebeň   | ↓Zamrznutý kotol | 5806             |                        |
| 0,7           | 0:45    | 2 429           | Východná Vysoká |                  |                  |                        |